# Marijan Kanjer
Marijan Kanjer (ur. 1 października 1973 w Rijece) – chorwacki pływak, medalista mistrzostw Europy (basen 25 m) i igrzysk śródziemnomorskich, uczestnik letnich igrzysk olimpijskich w Atlancie i Sydney.

## Przebieg kariery
W 1993 był uczestnikiem pierwszych w historii mistrzostw świata seniorów na basenie 25-metrowym, w ich ramach wystartował w konkurencji 4 × 100 m st. dowolnym, gdzie on z kolegami z kadry zajął 6. pozycję. Został również brązowym medalistą mistrzostw Europy na krótkim basenie, w konkurencji 4 × 50 m st. dowolnym. Rok później wystartował w mistrzostwach świata w Rzymie, na tym czempionacie wystąpił w czterech konkurencjach – w konkurencji 50 m st. dowolnym zajął 25. pozycję, w konkurencji 100 m st. dowolnym zajął 33. pozycję, w konkurencji 4 × 100 m tą samą techniką Chorwaci z jego udziałem zajęli 9. pozycję, natomiast w rywalizacji sztafet 4 × 100 m st. zmiennym chorwacka ekipa z udziałem Kanjera uplasowała się na 12. pozycji. Uczestniczył w mistrzostwach świata na basenie 25 m w 1995 roku, na których m.in. zajął 13. pozycję w konkurencji 200 m st. dowolnym i zajął 6. pozycję w konkurencji 4 × 200 m st. dowolnym.
Na igrzyskach olimpijskich w Atlancie rywalizował z oponentami w trzech konkurencjach. W konkurencji 100 m st. dowolnym uplasował się na 40. pozycji w końcowej klasyfikacji (z czasem 51,76), w konkurencji 4 × 100 m st. dowolnym chorwacka sztafeta z jego udziałem zajęła 14. pozycję z czasem 3:26,02, natomiast w sztafecie 4 × 200 m tym samym stylem pływackim chorwacka ekipa uzyskała czas 7:43,69, z którym uplasowała się na 13. pozycji.
W drugim i ostatnim występie olimpijskim, który miał miejsce w Sydney, wystartował w konkurencji 50 m st. dowolnym, gdzie uzyskał rezultat czasowy 23,16 plasujący go na 32. pozycji, jak również w konkurencji 4 × 100 m st. dowolnym, gdzie chorwacki zespół z udziałem Kanjera uzyskał czas 3:24,96 i zajął 19. pozycję.
W 2001 otrzymał brązowy medal igrzysk śródziemnomorskich, w konkurencji sztafety 4 × 100 m st. dowolnym. Po raz ostatni w zawodach międzynarodowych wystartował w ramach mistrzostw świata na basenie 25-metrowym rozegranych w 2002 roku, na których zajął 35. pozycję w konkurencji 50 m st. dowolnym i 7. pozycję w konkurencji 4 × 100 m st. dowolnym.

## Rekordy życiowe
| Konkurencja               | Data                 | Miejsce           | Rezultat   |
| Basen 50 m                | Basen 50 m           | Basen 50 m        | Basen 50 m |
| ------------------------- | -------------------- | ----------------- | ---------- |
| 50 m stylem dowolnym      | 8 lipca 2000         | Helsinki          | 22,87      |
| 100 m stylem dowolnym     | 4 lipca 2000         | Helsinki          | 50,99      |
| 100 m stylem motylkowym   | 9 maja 1999          | Lublana           | 57,94      |
| 4 × 100 m stylem dowolnym | 3 lipca 2000         | Helsinki          | 3:23,91    |
| 4 × 200 m stylem dowolnym | 21 lipca 1996        | Atlanta           | 7:43,69    |
| 4 × 100 m stylem zmiennym | 11 września 1994     | Rzym              | 3:49,81    |
| Basen 25 m                |                      |                   |            |
| 50 m stylem dowolnym      | 13 grudnia 2001      | Antwerpia         | 22,28      |
| 100 m stylem dowolnym     | 10 grudnia 1998      | Sheffield         | 49,66      |
| 200 m stylem dowolnym     | 15 marca 1998        | Sheffield         | 1:49,07    |
| 50 m stylem motylkowym    | 30 października 1999 | Busto Arsizio     | 24,77      |
| 200 m stylem motylkowym   | 2 grudnia 1993       | Palma de Mallorca | 2:04,15    |
| 4 × 100 m stylem dowolnym | 3 kwietnia 2002      | Moskwa            | 3:16,65    |
| 4 × 200 m stylem dowolnym | 1 grudnia 1995       | Rio de Janeiro    | 7:29,22    |
| 4 × 100 m stylem zmiennym | 19 marca 2000        | Ateny             | 3:49,81    |

Źródło: 